# Gustav Stille
Gustav Wilhelm Bernhard Stille (* 21. November 1845 in Steinau (Niedersachsen); † 7. Februar 1920 in Stade) war ein deutscher Mediziner und Schriftsteller, der neben Romanen und Theaterstücken in niederdeutscher Sprache bevölkerungspolitische und rassenideologische Schriften mit betont antisemitischen Tendenzen veröffentlichte.

## Leben
Am 21. November 1845 in Steinau als fünfter Sohn eines Pastors geboren, prägte das streng protestantische Elternhaus Stilles Kindheit. Er besuchte das Gymnasium Athenaeum in Stade, das er 1867 mit dem Reifezeugnis abschloss. Während seines Studiums wurde er 1867 Mitglied der Burschenschaft Germania Tübingen. Nach dem Studium der Humanmedizin an den Universitäten Tübingen und Kiel ließ Stille sich von 1872 bis 1903 als praktischer Landarzt in Ihlienworth in der Nähe seines Geburtsort Steinau nieder. Er heiratete eine Pastorentochter, wurde Vater dreier Söhne und begann nebenbei mit seiner schriftstellerischen Tätigkeit.
1879 wurde er nach Teilnahme am „Internationalen medicinischen Congress der Malthusian league“ in Amsterdam zu deren Vizepräsidenten gewählt. In seinem frühen schriftstellerischen Wirken erörterte Stille sozialpolitische Themen, darunter den Neo-Malthusianismus, das Heilmittel des Pauperismus (Berlin 1880). Erst nach der Bekanntschaft mit dem antisemitischen Publizisten Otto Glagau schrieb er mit antisemitischer Stoßrichtung zur Innen-, Außen- und Bevölkerungspolitik. Die Lösung der sozialen Frage meinte er im Kampf gegen die angebliche Verbindung von Kapitalismus und Judentum zu erkennen.
Einem großen Publikum bekannt wurde Stille mit seinem 1891 in Leipzig erschienenen Buch Der Kampf gegen das Judenthum, das bis 1912 acht Auflagen erlebte. Stille propagierte darin die Aufhebung der Judenemanzipation, Ausnahmegesetze gegen die „Fremdlinge“, den Kampf gegen „Rassenschande und Mammonsdienst“ sowie letztlich den „Kampf gegen die Judenmacht bis zu ihrer völligen Vernichtung“. Mit seiner Schrift Volkskraft und Weltpolitik forderte er 1897 die Abkehr von der traditionellen Kolonialpolitik, stattdessen Lebensraumerweiterung in Osteuropa und dessen „Germanisierung“.
1903 zog Stille nach Stade, wo er jedoch nur noch sporadisch als niedergelassener Arzt tätig wurde und sich ganz überwiegend publizistischen und politischen Aktivitäten widmete. Er gab nun das Antisemitische Jahrbuch heraus, das in Berlin erschien und für die antisemitische Deutschsoziale Partei eintrat. 1918 verlieh ihm Kaiser Wilhelm II. wegen seines Einsatzes als Arzt und für „Mäßigungsbestrebungen“ den Ehrentitel „Geheimer Sanitätsrat“. Am 7. Februar 1920 verstarb Gustav Stille in Stade an Arteriosklerose.
In der Sowjetischen Besatzungszone wurde sein Stück Twee Feldgraue (Pockwitz, Stade 1919) auf die Liste der auszusondernden Literatur gesetzt.
Noch 1949 wurde in Hamburg-Bergedorf eine Straße „nach dem Arzt und niederdeutschen Schriftsteller“ benannt und erst 2006 nach Recherchen des Historikers Hans-Jürgen Döscher zu den antisemitischen Schriften Stilles umbenannt.